# Fotella cervoides
Fotella cervoides är en fjärilsart som beskrevs av Barnes och Mcdunnough 1912. Fotella cervoides ingår i släktet Fotella och familjen nattflyn. Inga underarter finns listade i Catalogue of Life.